# Kanaan (biblische Person)

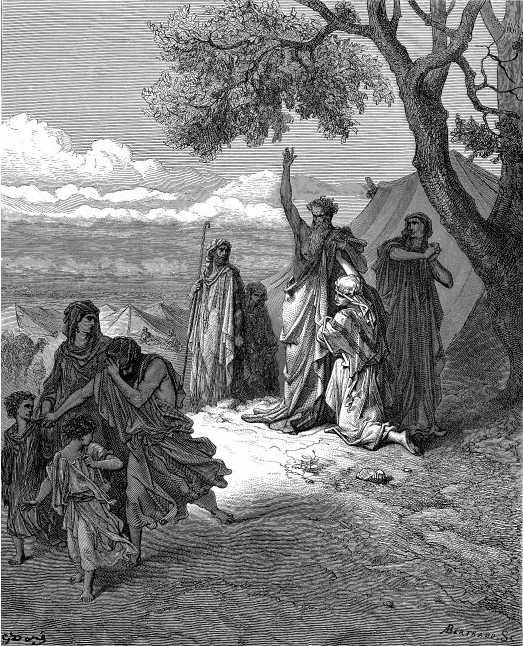
Gustave Doré: Noah verflucht seinen Enkel Kanaan (links)

Kanaan (hebräisch כְּנַעַן) wird im Alten Testaments als Sohn Hams, Enkel Noachs und Stammvater der Kanaaniter genannt, eines Volkes, das im Land Kanaan vor dem Auftreten der Israeliten lebte. Der Name des Volks und seine unterworfene Stellung werden auf den Stammvater zurückgeführt (Gen 9,18–27 ). Seine Brüder sind Kusch, Ägypten und Put.
Noahs Sohn Ham entdeckte den nach Alkoholkonsum in seinem Zelt unbekleidet eingeschlafenen Vater. Er erzählte seinen Brüdern Sem und Japhet davon, die daraufhin die Blöße des Vaters mit einem Tuch bedeckten, ohne diesen dabei anzusehen. Als Noah erwachte und erfuhr, was passiert war, verfluchte er Hams Sohn Kanaan und alle seine Nachkommen dazu, Knechte seiner Brüder zu sein (Gen 9,21–27 ). Nicht endgültig geklärt ist hierbei die Frage, warum ausgerechnet Kanaan und nicht Ham für sein Verhalten bestraft wird. Einige haben versucht, dieses Problem zu lösen, indem sie zwei hebräische Wörter in den Versen 18 und 22 eliminierten, so dass Kanaan und nicht Ham zum Hauptdarsteller der Erzählung wird. Doch dafür fehlt es an textlicher Unterstützung.
Kanaan wird in der Völkertafel erwähnt. Seine Söhne sind Sidon und Het, weiter werden die Jebusiter, Amoriter, Girgaschiter, Hiwiter, Arkiter, Siniter, Arwaditer, Zemariter und Hamatiter auf ihn zurückgeführt (Gen 10,15–18 ).
Historisch dürfte der Name des Stammvaters Kanaan umgekehrt in Form einer Herkunftssage von der Bezeichnung des Landes abgeleitet sein.